# Pterygiella cylindrica
Pterygiella cylindrica är en snyltrotsväxtart som beskrevs av Tsoong. Pterygiella cylindrica ingår i släktet Pterygiella och familjen snyltrotsväxter. Utöver nominatformen finns också underarten P. c. suffruticosa.